# Thoma Grote

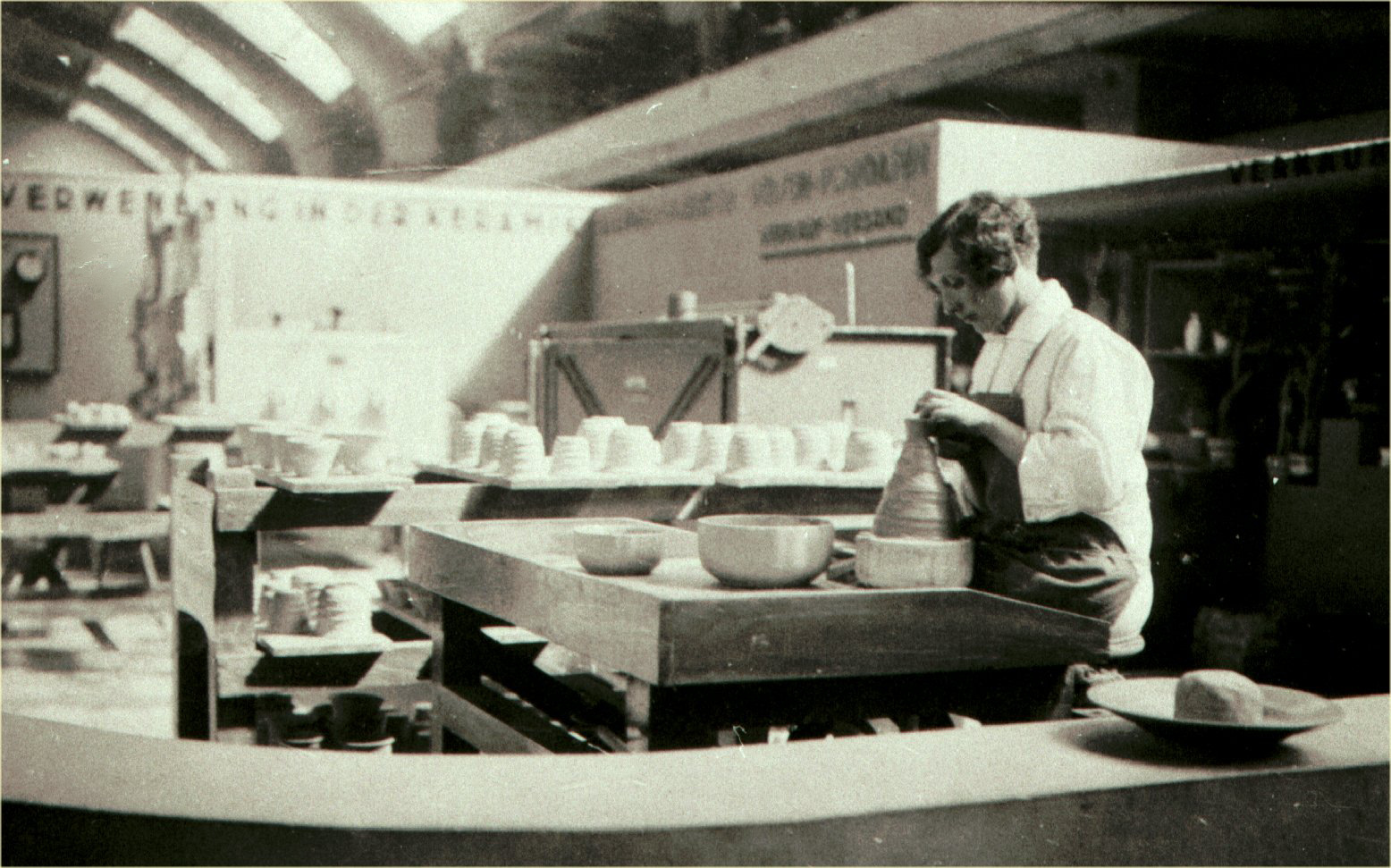
Thoma Gräfin Grote auf einer öffentlichen Präsentation der Steingutfabriken Velten-Vordamm, vor 1931

Doraline Marie Helene Gräfin Grote, genannt Thoma Grote (* 22. April 1896 auf Breese; † 21. Juli 1977 auf Göddenstedt), war eine Keramikerin, die beim Aufbau der HB-Werkstätten für Keramik mitwirkte.

## Leben
Die 1896 geborene Thoma Grote studierte am Weimarer Bauhaus, absolvierte zusammen mit Julius Tinzmann den Vorkurs bei László Moholy-Nagy und wurde 1923 durch Fürsprache von Charles Crodel von Gerhard Marcks in der Dornburger Töpfer-Werkstatt des Weimarer Bauhauses, die im ehemaligen Marstall der Dornburger Schlösser eingerichtet war, zugelassen.
Vom 30. Oktober 1923 bis März 1925 war sie zusammen mit Otto Lindig, Wilhelm Löber, Karl und Max Krehan, Marguerite Friedlaender und Franz Rudolf Wildenhain, Herbert Hübner, Margarete Heymann und Renate Riedel in Dornburg, dann ab 1925 am Bauhaus Dessau.
Im Sommersemester 1927 erfolgte ein Studienaufenthalt in der Keramischen Fachschule in Höhr-Grenzhausen, wo Grote Bekanntschaft mit Hedwig Bollhagen machte und Marguerite Friedlaender wiederbegegnete.
Von 1928 bis 1931 war sie Mitarbeiterin des Werkes Velten der Steingutfabriken Velten-Vordamm. Zuletzt beteiligte sie sich an der Entwicklung von malbaren Glasuren für Charles Crodel für die Bemalung von Schamottöfen für den Export in die Vereinigten Staaten u. a. für die Deutsche Bauausstellung Berlin 1931.
1932 legte sie die Meisterprüfung in Berlin ab, vermutlich in Weiterentwicklung der bemalten Schamottkeramik, und wurde Mitglied der Deutschen Keramischen Gesellschaft.
Von 1932 bis 1934 war sie in den Oranienburger Werkstätten Körting KG bei Helene Körting mit dem Schwerpunkt Glasurentwicklung tätig.
Seit der Gründung im Jahre 1934 wirkte sie beim Aufbau der HB-Werkstätten in Marwitz mit und war hier mit Gefäßformen sowie Glasur- und Farbentwicklung befasst. Grote übernahm 1938 den Vertriebs-Außendienst West in Düsseldorf, der ihr bis zu einem Autounfall 1950 oblag, Dietrich Harkort hatte den Außendienst Ost übernommen. Danach beschäftigte sie sich mit Gefäßentwicklung der Gerresheimer Glas AG in Düsseldorf-Gerresheim.